# Giancarlo Aquilanti
Giancarlo Aquilanti (Jesi, 23 marzo 1959) è un compositore e direttore di banda italiano.

## Biografia
A Jesi muove i primi passi nel mondo della musica: suona la tromba nella banda cittadina, fonda e dirige il coro "Regina della Pace". Si diploma al Conservatorio di Pesaro in tromba e direzione di coro.
Nel 1985 si trasferisce negli Stati Uniti, dove continua lo studio della composizione alla California State University e all'Università di Stanford (dove consegue il PhD).
Dal 1996 fa parte del corpo docente dell'Università di Stanford, come insegnante di armonia e composizione (attualmente Direttore del programma di teoria musicale).
Aquilanti ha scritto musica da camera, corale, per orchestra, per banda e alcune opere liriche, pubblicando i suoi brani per la casa editrice ECS Publishing. Il suo lavoro di compositore si ispira spesso alla tradizione culturale della sua città natale. 
Compone spesso su commissione: è il caso ad esempio di Introitus, per la Filarmonica Marchigiana (2007), Magnificat, per la Stanford Chamber Chorale, La Povertà, per la Elfenworks Foundation e Berkeley Picture per l'orchestra di fiati dell'Università di Berkeley (2008). Ha curato inoltre l'orchestrazione di alcune canzoni dei Grateful Dead, eseguite in concerto nel 2011 dai Grateful Dead e l'Orchestra della Marin County sotto la sua direzione.
Svolge anche attività come direttore: viene spesso chiamato a dirigere, al di fuori del suo ambito universitario, concerti nei quali vengono inserite sue composizioni. Si è esibito in tournée con l'Orchestra Sinfonica ed il Wind Ensemble dell'Università di Stanford in Cina, Italia, Germania, Ungheria, Nuova Zelanda, Australia, Spagna, Portogallo e Marocco.

## Discografia
Nel 2009 è uscito il CD monografico "A Celebration of Life" pubblicato da ARSIS (Boston) in collaborazione con la Stanford Chamber Chorale.
Un altro CD è stato pubblicato in collaborazione con i compositori Paolo Ugoletti e Domenico Clapasson, su testi di Gianni Rodari.

## Opere significative

### Musica da camera
- 1990 - Quartetto d'archi n. 1 "Sospiro dal cielo"
- 1994 - Riflessioni di una notte fra la domenica e il lunedì
- 1997 - Sonata per violoncello e pianoforte
- 1999 - Sonata per violino e pianoforte
- 2000 - Quintetto per 4 violoncelli e pianoforte
- 2001 - Sonata per flauto e pianoforte
- 2002 - Sonata per clarinetto e pianoforte
- 2002 - Trio per violino, violoncello e pianoforte
- 2004 - Quintetto di fiati n. 1
- 2007 - La povertà per 2 soprani e 2 quartetti d'archi
- 2008 - 6 canzoni per soprano, pianoforte e viola
- 2008 - California Suite
- 2010 - Sonata per tuba e organo
- 2014 - Quintetto di fiati n. 2

### Musica per orchestra
- 1994 - Se potessi per soprano, corno, e archi
- 1997 - Concerto per violoncello e orchestra
- 1998 - Jesi in festa, le Fiere di San Settimio
- 2005 - Intermezzo per archi
- 2005 - Mass: A Celebration of Life per soli, coro e orchestra
- 2007 - Introitus, An American Overture
- 2009 - Piccola Sinfonia
- 2013 - Concerto per sassofono e archi

### Musica per banda
- 2000 - Divertimento
- 2003 - Concerto per clarinetto e banda
- 2005 - Concerto per tuba e banda
- 2006 - Melodia Americana
- 2006 - Moroccan Melody
- 2008 - Berkeley Pictures
- 2008 - Bevagna
- 2008 - La Marcia: camminando per le strade di Staffolo
- 2011 - The Sound of Favignana
- 2012 - Piccola Sinfonia per banda
- 2013 - Concerto per tromba e wind ensemble

### Opere liriche
- 1994-96 - Lot's Women (in 3 atti)
- 2009-10 - Oxford Companion (in 3 atti)
- 2012 - The First Night at the Opera (atto unico)
- 2014 - Ángela, Dante y Umbria

## Premi e riconoscimenti
- 2010 - Premio Vallesina
- 2004 - Premio "Walter J. Gore" della Stanford University